# Кубок Оману з футболу 2015—2016
Кубок Оману з футболу 2015—2016 — 43-й розіграш кубкового футбольного турніру в Омані. Титул володаря кубка вдруге здобув Сахам.

## Календар
| Раунд            | Дата                          | Матчі | Клуби   |
| ---------------- | ----------------------------- | ----- | ------- |
| Попередній раунд | 23 жовтня 2015                | 3     | 38 → 35 |
| 1/16 фіналу      | 29 грудня 2015 - 1 січня 2016 | 16    | 32 → 16 |
| 1/8 фіналу       | 13-14 січня 2016              | 8     | 16 → 8  |
| 1/4 фіналу       | 15-16/27-28 лютого 2016       | 8     | 8 → 4   |
| 1/2 фіналу       | 6/17 квітня 2016              | 4     | 4 → 2   |
| Фінал            | 30 квітня 2016                | 1     | 2 → 1   |

## 1/8 фіналу
| Команда 1      | Рахунок      | Команда 2     |
| -------------- | ------------ | ------------- |
| 13 січня 2016  |              |               |
| Оман Клуб (2)  | 0:2          | Фанджа        |
| Аль-Кабурах    | 3:2          | Нізва (2)     |
| Аль-Рустак (2) | 2:1          | Мірбат (2)    |
| Аль-Сувейк     | 1:0          | Аль-Оруба     |
| 14 січня 2016  |              |               |
| Маскат         | 1:0          | Сохар         |
| Салала         | 2:1          | Аль-Вахда (2) |
| Дофар          | 1:2          | Аль-Наср      |
| Аль-Шабаб      | 2:2 пен. 3:5 | Сахам         |

## 1/4 фіналу
| Команда 1         | Заг.         | Команда 2   | 1-й матч | 2-й матч |
| ----------------- | ------------ | ----------- | -------- | -------- |
| 15/28 лютого 2016 |              |             |          |          |
| Аль-Наср          | 2:2 (ч)      | Фанджа      | 0:1      | 2:1      |
| Аль-Сувейк        | 1:2          | Аль-Кабурах | 0:0      | 1:2      |
| 16/27 лютого 2016 |              |             |          |          |
| Аль-Рустак (2)    | 2:3 пен. 4:5 | Салала      | 0:1      | 3:2 дч   |
| Маскат            | 2:4          | Сахам       | 2:1      | 0:3      |

## 1/2 фіналу
| Команда 1        | Заг. | Команда 2   | 1-й матч | 2-й матч |
| ---------------- | ---- | ----------- | -------- | -------- |
| 6/17 квітня 2016 |      |             |          |          |
| Сахам            | 1:0  | Аль-Наср    | 0:0      | 1:0      |
| Салала           | 0:1  | Аль-Кабурах | 0:0      | 0:1      |

## Фінал
| 30 квітня 2016 18:15 (EEST) |

| Аль-Кабурах | 0:1      | Сахам       |
| ----------- | -------- | ----------- |
|             | Протокол | Марзукі 92' |

| Регіональний спортивний комплекс, Сохар Арбітр: Ахмед Аль-Каф |